# سباق ثلاثي في ألعاب بارالمبية صيفية
ظهرت رياضة الترياثلون البارالمبي لأول مرة في دورة الألعاب البارالمبية الصيفية 2016 التي أقيمت في ريو دي جانيرو بالبرازيل.
الترياثلون البارالمبي هو أحد أشكال رياضة الترايثلون للرياضيين ذوي الإعاقات الجسدية المتنوعة. وتخضع هذه الرياضة لإدارة الاتحاد الدولي للترايثلون. الحدث البارالمبي هو سباق سريع يشمل 750 م سباحة و20 كم ركوب دراجات و5 كم جري. يتنافس الرياضيون من كلا الجنسين في ست فئات وفقاً لطبيعة إعاقاتهم الجسدية. تسمح بعض التصنيفات بوجود مساعدين في الانتقال، بينما تسمح تصنيفات أخرى بوجود مرشدين مبصرين طوال السباق.

## 2016
ظهرت رياضة الترياثلون البارالمبي لأول مرة في دورة الألعاب البارالمبية الصيفية 2016 التي أقيمت في ريو دي جانيرو بالبرازيل.

### الميداليات
| المسابقة         | الذهبية                        | الفضية                              | البرونزية                         |
| ---------------- | ------------------------------ | ----------------------------------- | --------------------------------- |
| فردي الرجال PT1  | يتزي بلات · هولندا             | جيرت شيبر · هولندا                  | جيوفاني اسينزا · إيطاليا          |
| فردي الرجال PT2  | آندي لويس · بريطانيا العظمى    | ميشيل فيرارين · إيطاليا             | محمد لهنا · المغرب                |
| فردي الرجال PT4  | [مارتن شولتز · ألمانيا         | ستيفان دانيال · كندا                | خايرو رويز لوبيز · إسبانيا        |
| فردي السيدات PT2 | أليسا سيلي · الولايات المتحدة  | هايلي دانيسيويكز · الولايات المتحدة | ميليسا ستوكويل · الولايات المتحدة |
| فردي السيدات PT4 | غريس نورمان · الولايات المتحدة | لورين ستيدمان · بريطانيا العظمى     | غولاديس ليموسو · فرنسا            |
| فردي السيدات PT5 | كاتي كيلي · أستراليا           | أليسون باتريك · بريطانيا العظمى     | ميليسا ريد · بريطانيا العظمى      |

## جدول الميداليات
خضع للتحديث بعد دورة الألعاب البارالمبية الصيفية 2024.
  *   البلد المضيف (مضيف)
| المرتبة | فريق                   | ذهبية | فضية | برونزية | المجموع |
| ------- | ---------------------- | ----- | ---- | ------- | ------- |
| 1       | الولايات المتحدة (USA) | 8     | 6    | 3       | 17      |
| 2       | بريطانيا العظمى (GBR)  | 4     | 4    | 4       | 12      |
| 3       | إسبانيا (ESP)          | 3     | 2    | 4       | 9       |
| 4       | فرنسا (FRA)            | 3     | 1    | 3       | 7       |
| 5       | هولندا (NED)           | 3     | 1    | 2       | 6       |
| 6       | ألمانيا (GER)          | 2     | 1    | 2       | 5       |
| 7       | أستراليا (AUS)         | 2     | 1    | 0       | 3       |
| 8       | إيطاليا (ITA)          | 0     | 4    | 3       | 7       |
| 9       | النمسا (AUT)           | 0     | 2    | 0       | 2       |
| 10      | كندا (CAN)             | 0     | 1    | 2       | 3       |
| 11      | اليابان (JPN)          | 0     | 1    | 1       | 2       |
| 12      | البرازيل (BRA)         | 0     | 1    | 0       | 1       |
| 13      | المغرب (MAR)           | 0     | 0    | 1       | 1       |
| المجموع | المجموع                | 25    | 25   | 25      | 75      |